# Søren Hjalmar Normann Berner
Søren Hjalmar Normann Berner, född den 1 december 1850 på Hadsels prästgård i Nordland, död  den 2 juni 1923 i Oslo, var en norsk läkare, kusin till Hagbard Emanuel, Carl Christian Berner och Axel Olaf Berner.
Berner blev 1868 student, 1875 medicine kandidat, 1880 stadsläkare i Kristiania, 1887 sekreterare i
sundhetskommissionen och 1891 sundhetsinspektör. Han har skrivit en biologisk studie, Om kjønsdannelsens aarsager (1883), samt en mängd avhandlingar i "Norsk magazin for lægevidenskaben", "Nordiskt medicinskt arkiv" och "Tidsskrift for den norske lægeforening". 
Av synnerlig betydelse för Kristianias hygieniska historia samt belysningen av de olika folkklassernas livsvillkor är hans många avhandlingar, redogörelser och rapporter rörande hans å ämbetets vägnar anställda undersökningar, alla tryckta i "Aktstykker vedkommende Kristiania kommune".